# 磐田郵便局
磐田郵便局（いわたゆうびんきょく）は静岡県磐田市にある郵便局。民営化前の分類では集配普通郵便局であった。

## 概要
住所：〒438-8799 静岡県磐田市見付只来2966-8

## 沿革
- 1872年（明治4年）12月 - 中泉（なかいずみ）郵便取扱所として開設[1]。
- 1875年（明治8年）1月1日 - 中泉郵便局（五等）となる[1]。
- 1885年（明治18年）6月25日 - 貯金取扱を開始[1]。
- 1888年（明治21年）5月1日 - 廃止[2]。
- 1890年（明治23年）2月1日 - 中泉郵便局（三等）として再設置[3]。
- 1890年（明治23年）10月16日 - 為替取扱を開始[4]。
- 1908年（明治41年）9月16日 - 電話交換業務を開始[5]。
- 1945年（昭和20年）6月16日 - 特定郵便局から普通郵便局に局種別改定[6]、磐田郵便局に改称[7]。
- 1950年（昭和25年）9月1日 - 見付郵便局[8]から集配業務を移管[9]。
- 1956年（昭和31年）3月 - 局舎落成。
- 1979年（昭和54年）5月28日 - 磐田市中泉から同市見付に移転するとともに、和文電報受付および電話通話業務を開始。
- 1998年（平成10年）9月1日 - 外国通貨の両替および旅行小切手の売買に関する業務取扱を開始。
- 2007年（平成19年）10月1日 - 民営化に伴い、併設された郵便事業磐田支店に一部業務を移管。
- 2012年（平成24年）10月1日 - 日本郵便株式会社の発足に伴い、郵便事業磐田支店を磐田郵便局に統合。

## 取扱内容
- 郵便、印紙、ゆうパック、内容証明
- 貯金、為替、振替、振込、国際送金、外貨両替・トラベラーズチェック、国債、投資信託
- 生命保険、バイク自賠責保険、自動車保険、変額年金保険
- ゆうちょ銀行ATM
- 「438-00xx」「438-08xx」区域（磐田市（合併以前からの磐田市域、旧磐田郡豊田町域））の集配業務
- ゆうゆう窓口

## 周辺
- 磐田市役所
- 静岡県立磐田南高等学校
- 静岡県立磐田農業高等学校
- 遠江国分寺跡
- 国道1号（旧東海道）
- 今之浦川
- キンパラ株式会社

## アクセス
- JR東海道本線 磐田駅から北へ約1.3km（徒歩約15分）
- 遠鉄バス（21城之崎線・）30磐田天竜線・31磐田市立病院福田線・80中ノ町磐田線、磐田市・袋井市・森町自主運行バス磐田線（、磐田市生活バス路線掛塚・磐田駅線（北高系統）） 南高校停留所下車
- 磐田市デマンド型乗合タクシー磐田中央線の停留所あり
- 東名高速道路 磐田ICから南へ約3km
- 駐車場あり：32台